# Ribe Katedralskole
Ribe Katedralskole er et dansk gymnasium beliggende i Ribe, med hovedindgang fra Puggårdsgade. Skolen fylder det meste af karréen mellem de tre gader: Puggårdsgade, Gravsgade, Sviegade.
Der er for tiden (2024) ca. 740 elever på fordelt på 31 klasser. Ribe Katedralskole udbyder uddannelserne: almen studentereksamen STX, højere forberedelseseksamen HF, merkantilstudentereksamen HHX, merkantil erhvervsuddannelse EUD og EUX, teknisk studentereksamen HTX. Rektor er Kristian Bennike, som 1. december 2015 afløste Bent Karsdal.
Elevlivet på Ribe Katedralskole præges bl.a. af de tre århundredegamle institutioner, elevforeningen Heimdal, skolebladet Mercurius samt det gamle elevråd. Skolen har endvidere en meget aktiv forening af tidligere elever: Ripensersamfundet. 

## Historie
Ribe Katedralskole er landets ældste gymnasium. Skolen kan med sikkerhed føres tilbage til 13. juni 1145, hvor biskop Elias i et brev overdrager skolen til domkapitlet. Den skole, der blev overdraget, var en allerede eksisterende skole, så skolen er altså fra før 1145. Ribe bispesæde fra 948 er Danmarks ældste, og det er rimeligt at antage, at Ribe Katedralskole er grundlagt sammen med bispesædet i 948. Da brevet fra 13. juni 1145 er den tidligste skriftlige kilde, der omtaler skolen, har man valgt denne dato som skolens fødselsdag.
Ejerskabet til Ribe Katedralskole før 1145 er usikkert, men en form for kirkelig ejerskab må der have været. I 1145 overdrages skolen til domkapitlet, der bibeholder oversynet med skolen helt indtil enevældens indførelse, der i 1660 medfører at skolen overgår til staten. Ribe Katedralskole er statsskole indtil 1986, hvor den overtages af Ribe Amt (i lighed med landets øvrige statsskolers overdragelse til amterne på det tidspunkt). Efter Strukturreformen er skolen fra 2007 blevet en selvejende institution. Fra januar 2007 overtog Ribe Katedralskole HF kurset fra CVU Vest, det tidligere Ribe Statsseminarium. I skoleåret 2017/2018 fusionerede Ribe Katedralskole med Handelsgymnasiet Ribe.
Ribe Katedralskoles tidlige bygningshistorie er usikker, dog regnes det for sikkert, at skolens placering mellem ca. 1300 og 1500 skal findes på skolens nuværende arealer. Omkring år 1500 flytter skolen til det der nu kendes som Den gamle Domskole i Skolegade lige overfor domkirkens hoveddør. I 1856 opføres den nuværende 3-fløjede hovedbygning efter tegninger af Ferdinand Thielemann ved den historiske Puggård og katedralskolen flytter tilbage.

### Mindetavlen for de fire faldne studenter iden store krig
Til højre for skolens indgangsparti ses en mindetavle. Mindetavlen er opsat for de fire faldne studenter fra skolen, der blev kaldt i krig. Mindetavlen blev afsløret d. 28. juni 1923
- Andreas Laurenzius Jensen, student 1907, blev født 1890 i Hviding som søn af forretningsfører J. Madsen Jensen. Andreas faldt i Vinteren 1916.[6]

- Asger Jacobsen, færdig på skolen i 1910, fødtes i Brøns Mølle 1892 som søn af Møller Jacobsen. Rejste oktober 1913 til Berlin for at aftjene værnepligt i den tyske hær. Var 31. juli 1914 på vej hjem på orlov, da han blev haste tilbagekaldt. Natten mellem d. 30. og 31. oktober blev den skyttegrav i Frankrig, som Asger befandt sig i taget af franskmændene og ingen hørte fra ham siden.[6]

- Asmus Christensen, realeksamen 1909, fødtes 1892 i Hviding som søn af den senere ejer af Hviding Kro. Havde været i smedelære i Ribe, Kiel og Hamborg. Indkaldtes som soldat i 1914 og havde kun 10 dages orlov, inden han faldt den 1. december 1916 ved Moislains, 24 år gammel.[6]

- Otto Bertel Krenchel, færdig på skolen 1900, fødtes i København i 1882 som søn af apoteker Krenchel i Holstebro. Uddannede sig som landmand og drog 1907 til Canada. Da krigen udbrød meldte han sig frivillig under de Allieredes Faner I det blodige slag ved Ypern vandt han sine første sporer. Han modtog Viktoriakorset og avancerede 1917 til Løjtnant. Han faldt den 2. September 1918[6]

## Kendte studenter
- Peder Palladius, biskop, forfatter
- 1550 Hans Thomesen, salmedigter
- 1558 (ca.) Peder Sørensen "Petrus Severinus", Kgl. livlæge, kemiker
- 1561 Anders Sørensen Vedel, forfatter, historieskriver
- 1637 Anders Bording, redaktør
- 1644 Ole Borch, læge, professor, polyhistor
- 1698 Mathias Anchersen, biskop i Ribe
- 1712 H.A. Brorson, biskop, digter
- 1748 Otto Friderich Müller, naturforsker
- 1777 Henrik Tetens, vicelandsdommer
- 1796 Peter Nicolai Thorup, skolemand, forfatter
- 1806 Christen Lund, deputeret
- 1828 Peder Goth Thorsen, historiker, runolog
- 1831 Hack Kampmann, politiker
- 1838 Andreas Leth, præst
- 1847 Christian Juel, politiker
- 1847 Christian Henrik de Thurah, forfatter
- 1849 Henning Frederik Feilberg, forfatter, folkemindeforsker
- 1857 Ludvig Wimmer, runolog
- 1859 Eugenius Warming, botaniker
- 1864 Ib Windfeld-Hansen, belysningsdirektør
- Jacob A. Riis (uden eksamen), journalist, fotograf, socialreformator
- 1866 Carl J. Moe, medstifter af Heimdal, præst, formand for Indre Mission
- 1868 Jørgen Pedersen Gram, matematiker, forsikringsmand
- 1869 Jannik Bjerrum, øjenlæge
- 1870 Karl Frederik Kinch, klassisk arkæolog og -filolog
- 1874 Oscar Oxholm, hofmarskal
- 1874 Ditlev Lauritzen, skibsreder, grundlægger af rederiet J. Lauritzen
- 1880 Christian Sørensen Blinkenberg, klassisk arkæolog
- 1885 Holger Pedersen, sprogvidenskabsmand, rektor
- 1887 Hans Brix, forfatter, anmelder, professor
- 1889 Gustav Bang, socialdemokrat, historiker
- 1892 Laurids Johannes Koch, præst, dr.theol., forstander[7][8]
- 1903 Carl Wulff Noack, biskop
- 1904 Johan Daniel von Stemann, generalmajor
- 1910 Ejnar Thorsen, ingeniør, entreprenør, grundlægger af Monberg & Thorsen
- 1916 Peter Schjørring Thyssen, landsretssagfører, modstandsmand
- 1935 Børge Skrydstrup, atlet og toldembedsmand
- 1938 Niels Bruun, maler, modstandsmand
- 1947 Johannes Jensen, officer, modstandsmand
- 1964 Christen Sørensen, professor i økonomi
- 1965 Hans Edvard Nørregård-Nielsen, forfatter, mag.art, direktør
- 1967 Hans Jørn Kolmos, professor, dr. med., klinisk mikrobiolog
- 1969 Holger K. Nielsen, politiker, formand for SF, tidl. folketingsmedlem, udenrigsminister, skatteminister
- 1978 Henrik Dahl, politiker, folketingsmedlem, forfatter, sociolog
- 1981 Annemette Kure Andersen, digter
- 1984 Marie Krarup, politiker, tidl. folketingsmedlem
- 1984 Jim Hagemann Snabe, erhvervsmand, bestyrelsesformand Siemens AG
- 1986 Rune Engelbreth Larsen, forfatter, politiker
- 1989 Katrine Winkel Holm, teolog, debattør, bestyrelsesmedlem DR
- 1991 Mette Kierkgaard, politiker, folketingsmedlem, ældreminister
- 1995 Per Uldal (Per Vers), hiphopper, rapper, debattør
- 1998 Rasmus Heide, filminstruktør

## Rektorliste
Rektorlisten er baseret på Ribe Katedralskoles rektortavle, samt Kornerup. Den store udskiftning i rektorer i 1500- og 1600-tallet skyldes, at rektorembedet i de år kun var en gennemgangsstilling på vej mod mere ansete stillinger, som præst, provst eller biskop. En vej som mange af rektorerne i den periode fulgte.
- Hr. Backen
- Hr. Niels Ibsen
- Mads Højne
- Magister Udo
- Magister Laurids
- 1536-1537? Hans Tullesen
- 1537?-1539? Peder Madsen Duus
- 1539-1539 Hans Orgemester
- 1540?-1542 Jens Knudsen Holm
- 1542-1550 Jens Pedersen Grundet[11]
- 1550-1557 Jacob Sørensen
- 1557-1561 Hans Thomesen
- 1561-1565 Laurids Ægidiisen
- 1565-1567 Jacob Madsen Vejle
- 1567-1569 Laurids Ægidiisen
- 1569-1580 Peder Jensen Hegelund
- 1580-1585 Niels Villumsen
- 1585-1590 Mads Pors
- 1590-1596 Iver Iversen Hemmet
- 1596-1605 Ægidius Lauridsen
- 1605-1610 Povl Mortensen Astrup
- 1610-1614 Jørgen Pedersen Hegelund
- 1614-1623 Kristen Nielsen Friis
- 1623-1630 Jens Kjeldsen
- 1630-1640 Anders Pedersen Romdrup
- 1640-1647 Hans Berntsen Meier
- 1647-1651 Kristen Rasmussen Brod
- 1651-1659 Kristen Lauridsen Aagaard
- 1659-1659 Knud Pedersen Kragelund
- 1660-1665 Hans Frandsen Rosenberg
- 1665-1693 Gregers Larsen Fog
- 1693-1700 Jørgen Geerup
- 1700-1712 Henrik Pedersen Bhie
- 1712-1723 Hans Girich
- 1723-1752 Christian Falster
- 1752-1756 Ginnel Lange
- 1756-1782 Jens Hanssen
- 1782-1814 Lorens Hanssen
- 1814-1845 Peter Nicolai Thorup
- 1845-1874 Carl Henrik August Bendtsen
- 1874-1882 Christian Marius Krarup
- 1882-1903 Thorvald Fritsche
- 1903-1909 Nicolaj Esmark Øllgaard
- 1910-1918 Julius Nielsen
- 1918-1920 Karl Andreas Mortensen
- 1920-1947 Aage Johannes Willumsen
- 1947-1957 Peter Johannes Jørgensen
- 1957-1977 Knud Victor Vestergaard
- 1977-1988 Thomas Mathias Rasch
- 1988-2015 Bent Karsdal
- 2015-???? Kristian Bennike

## Galleri
- Skolegården
- Puggård fra omkring år 1500, der er skolens ældste del
- Vestfløjen fra nordvest
- Hoveddør
- Puggårdsgade 24
- Mindetavle for elever faldet i 1. verdenskrig
- Mindetavle for elever faldet i 2. verdenskrig

### Tidsskrifter
- Ribe Katedralskoles Årsskrift, ISSN 1901-4120.
- Ripenser-Bladet, ISSN 0904-3306.

### Film
- Katedralskolens optagelser i anledning af skolens 800 års jubilæum i 1945: https://www.youtube.com/watch?v=HDHxA8q151g&t=24s